# Remedy Lane
Remedy Lane es el cuarto álbum de la banda sueca de metal progresivo Pain of Salvation, publicado en el año 2002. Es un álbum conceptual que trata de una crisis en una relación, andando por la delgada línea entre el amor, el sexo y el papel de nuestro pasado en lo que se refiere a la interacción con otras personas. El concepto se lleva a cabo durante un unos días en Hungría, donde las canciones nos llevan a diferentes lugares y situaciones, todo dividido en tres capítulos. Una parte del álbum está considerada como autobiográfica, escrita por el vocalista y guitarrista de la banda, Daniel Gildenlöw. En el librillo incorporado con el CD se incluyen poemas y fotos relacionados con la historia conceptual del mismo, y presenta marcas temporales para que el oyente y el lector pueda ordenar las canciones conforme a la historia que se cuenta. Según los fanes, es considerado como la obra maestra de la banda.

## Lista de canciones
1. "Of Two Beginnings" 2:24

### Chapter I
1. "Ending Theme" 4:59
2. "Fandango" 5:51
3. "A Trace of Blood" 8:17
4. "This Heart of Mine (I Pledge)" 4:01

### Chapter II
1. "Undertow" 4:47
2. "Rope Ends" 7:02
3. "Chain Sling" 3:58
4. "Dryad of the Woods" 4:56

### Chapter III
1. "Remedy Lane" 2:15
2. "Waking Every God" 5:19
3. "Second Love" 4:21
4. "Beyond the Pale" 9:56

- La edición japonesa de este álbum contiene la canción "Thorn Clow" (7:23) entre "This Heart of Mine" y "Undertow".

## Personal
- Daniel Gildenlöw - Voz, guitarra, concepto, letras, fotografía, producción y trabajo artístico
- Fredrik Hermansson - Teclado
- Johan Hallgren - Guitarra y coros
- Johan Langell - Batería y coros
- Kristoffer Gildenlöw - Bajo y coros

- Datos: Q1248253